# Montval-sur-Loir
Montval-sur-Loir község Franciaország Loire mente régiójában, Sarthe megyében. Új községként 2016. október 1-jén jött létre Château-du-Loir, Montabon és Vouvray-sur-Loir község egyesítésével. Az egyesüléskor az új község lélekszáma 6646 fő lett. Lakosainak száma 5707 fő (2022. január 1.).

## Népesség
| Lakosok száma | 6200 | 6124 | 6069 | 6038 | 5903 | 5805 | 5707 |
|               | 2015 | 2017 | 2018 | 2019 | 2020 | 2021 | 2022 |